# Place du Petit-Pont
La place du Petit-Pont est une voie du 5e arrondissement de Paris située dans le quartier de la Sorbonne.

## Situation et accès
La place du Petit-Pont est desservie par la ligne C du RER à la gare Saint-Michel - Notre-Dame, ainsi que par la ligne 4 à la station Saint-Michel.

## Origine du nom
Cette place doit son nom à sa situation, à l'entrée du Petit-Pont.

## Historique

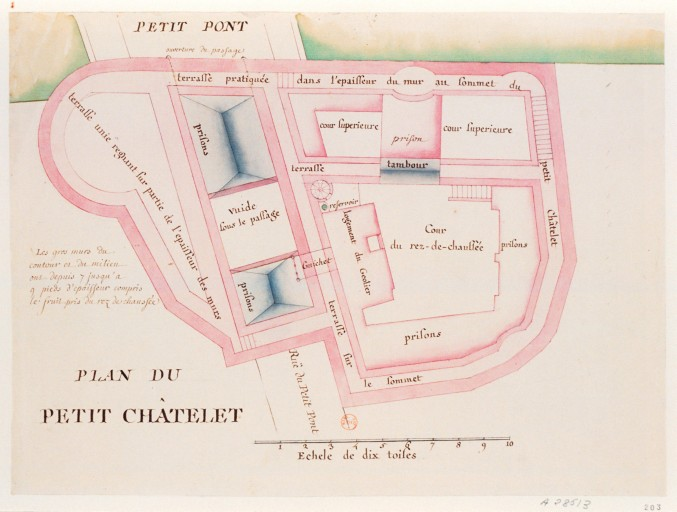
Plan du Petit Châtelet.

Place créée vers 1782 lors de la démolition du Petit Châtelet (et de sa prison en particulier qui constitue le lieu exact de la place) chargé de protéger l'accès au Petit-Pont voisin qui traverse la Seine par sa voie d'accès au sud, elle s'appelle alors « place Gloriette ». Situé dans le prolongement de la rue Saint-Jacques qui constituait le cardo maximus gallo-romain, cet espace est donc l'une des parties de la ville les plus anciennes, remontant à la période de l'urbanisation romaine de Lutèce.

## Bâtiments remarquables et lieux de mémoire
- Le Petit-Pont, qui donne accès à l'île de la Cité.
- No 6 : une plaque rend hommage aux « défenseurs du fortin de la Huchette qui sont tombés dans le secteur pour la délivrance de Paris. 2 anonymes & Jean Dussarps, 28 ans, les 19 & 25 août 1944. Hommage aux combattants volontaires offert par le chef de groupe Madame Briant Béatrice le 11 mars 1945 » (Libération de Paris).
- Square Pierre-Gilles-de-Gennes, en hommage au prix Nobel de physique.

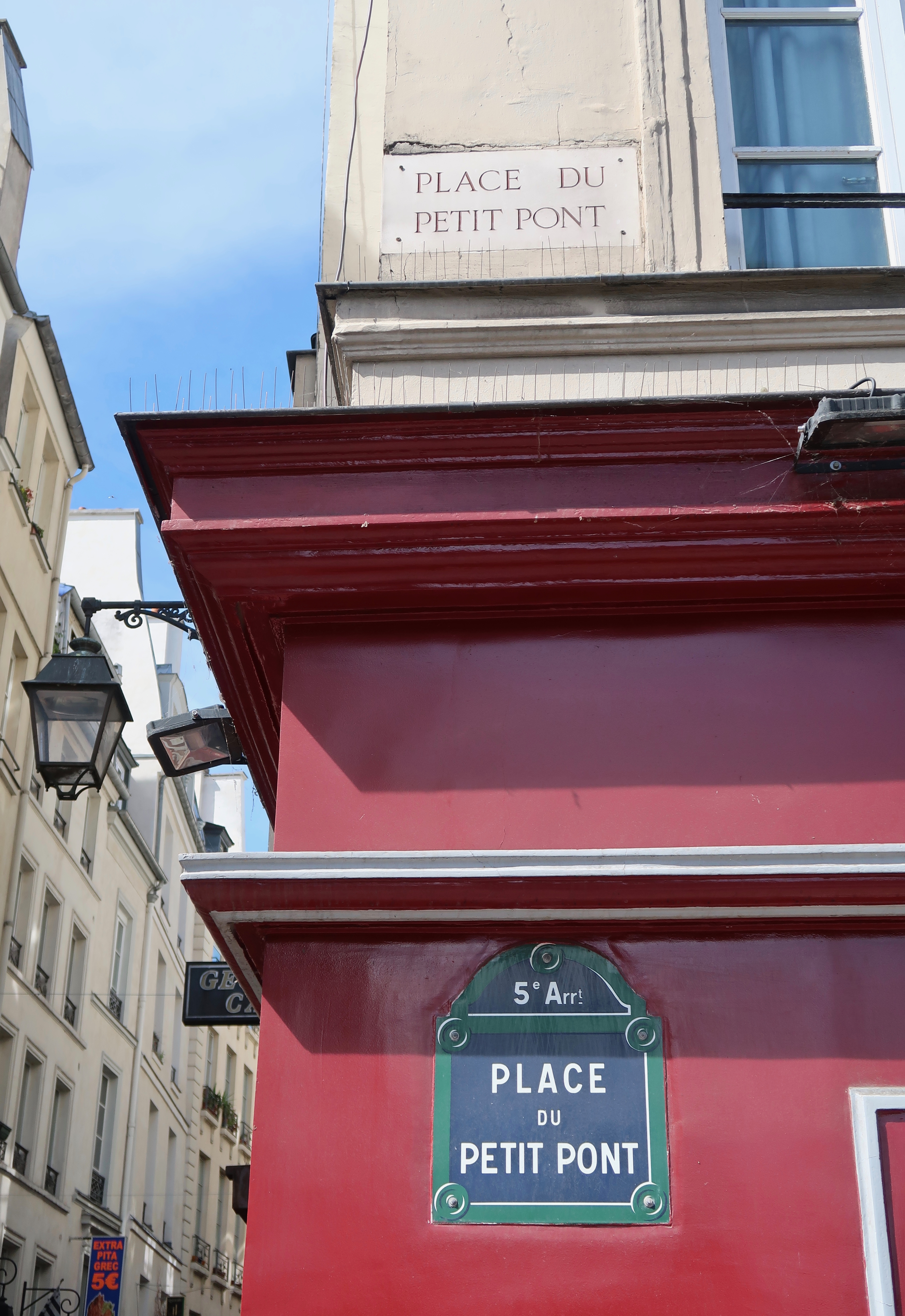
Plaque de la voie (ancienne en haut, plus récente en bas).
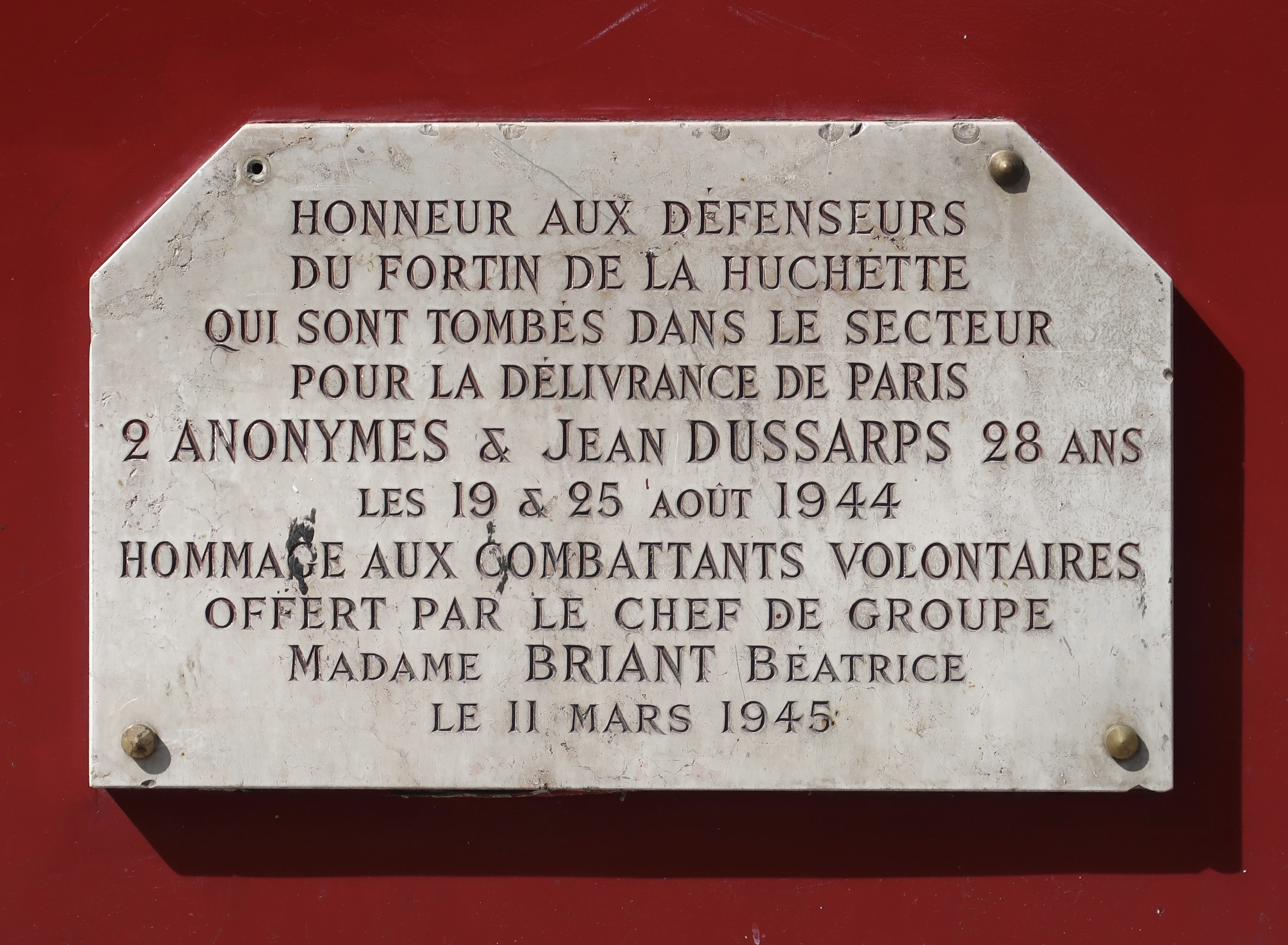
Plaque.
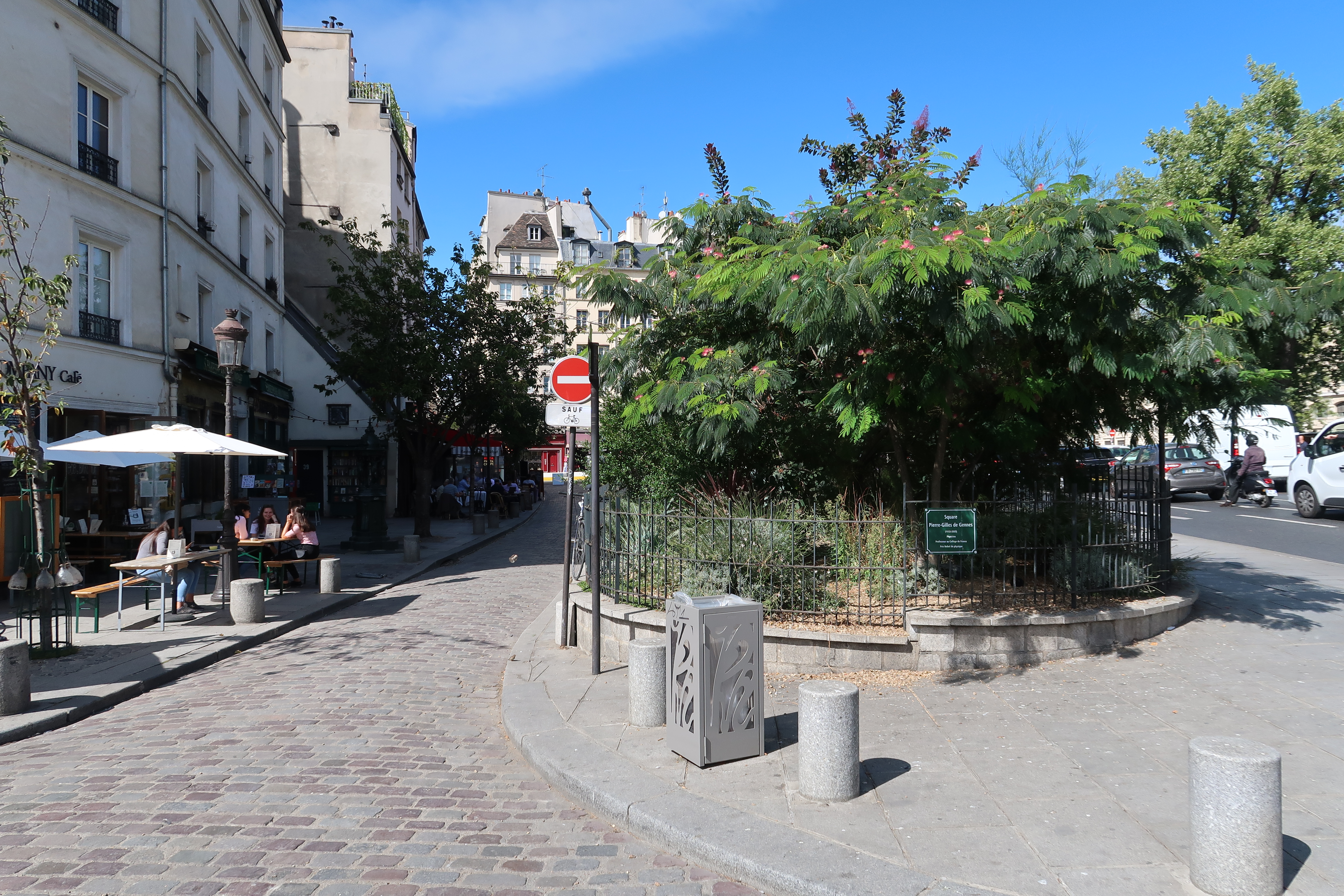
Square.